# Larian Studios
Larian Studios ist ein belgisches Entwicklungsunternehmen für Computerspiele. Es wurde vor allem bekannt für die Entwicklung der Rollenspiel-Reihe Divinity, entwickelte aber auch in Zusammenarbeit mit verschiedenen europäischen Fernsehsendern und Verlagen Kinder- und Lernspiele, sowie Glücksspiele für Casinos.

## Unternehmensgeschichte
Larian wurde 1996 von Swen Vincke gegründet, der den Namen von dem Kurznamen seines Hundes Pilar ableitete und auf die gleichnamigen römischen Hausgötter (Laren) verweist. Das Ziel Vinckes war es, ein Rollenspiel zu entwickeln, das den Spieler auf ähnliche Weise fasziniere wie sein eigenes Lieblingsspiel Ultima VII. Als dem zu Anfang vierköpfigen Studio für die Entwicklung ihres ersten Rollenspielkonzepts namens The Lady, the Mage and the Knight (LMK) das Geld ausging, entwickelte das Studio innerhalb von fünf Monaten das Strategiespiel The LED Wars, das 1997 über die Firma Ionos veröffentlicht wurde. Zeitgleich mit dem Publishingdeal zu The LED Wars kam es für LMK zu einer Kooperation mit dem deutschen Entwicklerstudio Attic. Im Zuge des Abkommens wurde LMK in ein Spiel auf Grundlage des Rollenspiel-Regelwerks Das Schwarze Auge umgeändert. Als Attic 1999 den Geschäftsbetrieb einstellte, wurde LMK eingestellt und Larian musste, um weiterzubestehen, Glücksspiele für Casinos entwickeln.
2002 beendete Larian die Arbeiten an Divinity: Sword of Lies. Das Spiel wurde vom deutschen Publisher cdv Software Entertainment gegen den Willen Larians unter dem Titel Divine Divinity auf den Markt gebracht. Zudem warf Vincke seinem Publishingpartner vor, dem Studio rechtmäßige Tantiemen vorenthalten zu haben. 2004 wurde über Ubisoft ein auf der gleichen technischen Grundlage basierender Ableger namens Beyond Divinity veröffentlicht. Begleitend zum Spiel, veröffentlichte das Studio eine Kurzgeschichte namens Child of the Chaos von Rhianna Pratchett, Tochter des britischen Autors Terry Pratchett, die auch als Dialogautorin am Spiel selbst gearbeitet hatte.
Ebenfalls 2004 veröffentlichte Larian mit Ketnet, dem belgischen Kinderkanal des öffentlich-rechtlichen Senders VRT, das Spiel Ketnet Kick. Dabei handelte es sich um eine virtuelle Onlinewelt mit verschiedenen Spielen für einen oder mehrere Spieler, sowie der Möglichkeit, selbst Musikstücke, Zeichnungen, Cartoons oder eigene kleine Filme zu kreieren und an den Sender zu schicken. Dieser prämierte die besten Einreichungen und präsentierte sie in seinem Fernsehprogramm. Im März 2008 wurde eine Variation von Ketnet Kick namens Adventure Rock für die BBC veröffentlicht. Im Oktober 2008 folgte Ketnet Kick 2. Im Januar 2009 erschien eine weitere Variante namens Superia für den norwegischen Kindersender NRK Super, einen Kanal der staatlichen Rundfunkanstalt NRK, im März 2009 schließlich Gulliland für den französischen Fernsehsender Jeunesse TV. Ebenfalls 2009 erschien Monkey Labs, ein Lernspiel, das mit den Mathematikbüchern des Verlags Die Keure veröffentlicht wurde.
Im Juli 2009 veröffentlichte Larian in Kooperation mit dem deutschen Publisher dtp entertainment sein nächstes Rollenspiel für Xbox 360 und Windows, Divinity 2: Ego Draconis, den Nachfolger zu Divine Divinity. Es folgte 2010 die Erweiterung Divinity 2: Flames of Vengeance und, nachdem sich das Studio von seinem Publisher gelöst hatte, eine überarbeitete Gesamtfassung namens Divinity 2: The Dragon Knight Saga.
2011 veröffentlichte das Studio die fünfteilige Mathematik-Lernsoftware Monkey Tales Games, die bei den von der EU geförderten MEDEA Awards 2011 den Preis der besten professionell entwickelten Lernsoftware sowie den Publikumspreis erhielt.
Anschließend arbeitete Larian an zwei weiteren Spielen im Divinity-Universum, die inhaltlich vorzeitig zu Divine Divinity angesiedelt sind, dem Echtzeit-Strategiespiel Divinity: Dragon Commander und dem Rollenspiel Divinity: Original Sin. Divinity: Original Sin erschien 2014 und wurde mit Hilfe von Crowdfunding über die Onlineplattform Kickstarter finanziert, mit der das Studio über 940.000 US-Dollar von Fans der Reihe einsammeln konnte. Über weitere Zahlungskanäle erhöhte sich die Summe auf über eine Million. Der Nachfolger Divinity: Original Sin 2 erschien 2017.
Im August 2023 veröffentlichte Larian Studios Baldur’s Gate 3, das sich innerhalb weniger Tage über fünf Millionen Mal verkaufte.

## Standorte
Neben der Firmenzentrale im belgischen Gent befinden sich weitere Büros des Entwicklerstudios in Québec, Barcelona, Dublin, Guildford, Kuala Lumpur und Warschau.

## Veröffentlichungen
Computerspiele
- 1997: The LED Wars (Windows)
- 2002: Divine Divinity (Windows)
- 2004: Beyond Divinity (Windows)
- 2009: Divinity 2: Ego Draconis (Windows, Xbox 360)
  - 2010: Divinity 2: Flames of Vengeance (Add-on, Windows)
  - 2010: Divinity 2: The Dragon Knight Saga (Windows, Xbox 360)
- 2013: Divinity: Dragon Commander
- 2014: Divinity: Original Sin
- 2017: Divinity: Original Sin 2
- 2023: Baldur’s Gate 3

Engine
- Divinity-Engine

Kinder- und Lernspiele:
- 2004: Ketnet Kick (Windows)
- 2008: Adventure Rock (Windows)
- 2008: Ketnet Kick 2 (Windows)
- 2009: Superia (Windows)
- 2009: Gulliland (Windows)
- 2009: Monkey Labs (Windows)
- 2011: Monkey Tales Games (Windows)